# Dia da Terra Palestina

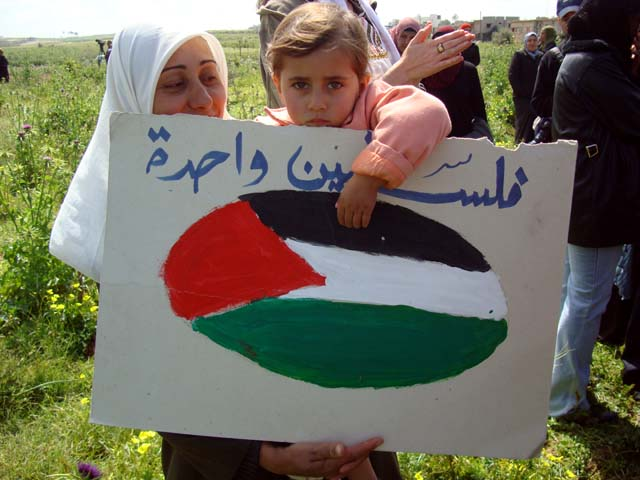
Criança exibe cartaz com a bandeira da Palestina, no Dia da Terra. Beit Hanoun, Faixa de Gaza, 2009.

O Dia da Terra (em árabe: يوم الأرض, Yom al-Ard; em hebraico:  יוֹם הַאֲדָמָה, Yom HaAdama) é comemorado anualmente em 30 de março e marca, para os palestinos, os eventos ocorridos nesse dia, em 1976, quando uma greve geral e passeatas foram organizadas nas cidades árabes de Israel - da Galileia ao Negueve -, em reação ao anúncio do plano do governo israelense de expropriação de uma área de 25 000 dunans na Galileia - por "razões de segurança e para construção de assentamentos". Além disso, uma área ainda maior, situada em três aldeias na área de Al-Mil, foi declarada zona militar fechada, visando a construção nove assentamentos judaicos. Os árabes de Israel responderam com uma greve geral e manifestações de rua. O exército israelense reprimiu as manifestações, e seis árabes foram mortos, na área de Al Jahil.
Desde 2007, o Dia da Terra Palestina é comemorado com ações do movimento Boicote, Desinvestimento e Sanções (BDS), cujo alvo é a basicamente a economia de Israel. Em 30 de março de 2011, foi lançada, na Palestina, uma campanha internacional para bloquear as atividades do Fundo Nacional Judeu, criado em 1901 com a finalidade de comprar terras na área do antigo Mandato Britânico da Palestina e usá-las exclusivamente para o assentamento de judeus. 
Durante a guerra de 1948, a maioria da população árabe foi expulsa de suas aldeias por milícias sionistas. Suas propriedades foram transferidas para o Fundo Nacional Judeu, e eventualmente destruídas a fim de evitar o retorno dos proprietários. O Fundo tem vendido as terras apenas a judeus, para que nelas sejam feitas novas construções. Outra prática que tem sido adotada é o reflorestamento, com espécies não nativas, das áreas das antigas aldeias árabes destruídas, apagando-se assim todos os vestígios de cultura árabe nesses locais. Segundo os ativistas, essas práticas violam os direitos humanos da população árabe que ali vivia por gerações, antes da criação do Estado de Israel.

## Antecedentes e desenvolvimento
A proposta de transferir as populações árabes da Palestina é bem antiga - anterior mesmo à criação do Estado de Israel. Já à época do Mandato Britânico, o assunto era motivo de discussão entre as lideranças sionistas. Em 29 de julho de 1937, imediatamente antes do Congresso Sionista de Zurique (29 de julho a 7 de agosto de 1937), a Unidade Mundial (Ihud Olami), uma organização resultante da união dos vários partidos socialistas sionistas, criada em 1932, realizou sua própria conferência, que foi aberta por Ben Gurion. Na conferência, discutiu-se - entre outras questões pertinentes ao futuro estado judeu - a transferência da população árabe da Palestina. Na ocasião, Ben-Gurion disse: "Na maioria dos casos, a transferência foi feita com a concordância dos proprietários rurais; em alguns casos, foi necessária a transferência compulsória." Ou seja, os colonos judeus tentavam fazer um acordo com os proprietários árabes, mas, se estes não aceitassem o acordo, a força era usada, e Ben-Gurion não considerava que houvesse nada de errado nisso. Ben-Gurion considerava fundamental a diferença entre remoção e transferência. Segundo ele, os judeus não poderiam concordar com uma transferência, mesmo se sugerida e implementada pelos britânicos, se isto envolvesse remoção. Ele definia "remoção" como "destruição da base financeira dos transferidos", e que ninguém poderia ser contra uma transferência que garantisse "condições materiais suficientes" aos transferidos e a "máxima segurança nacional" - condições requeridas pela Comissão Peel (1936-1937). Na ocasião, muitos delegados consideraram justa e razoável a transferência da população árabe de Israel para outros países árabes, mesmo se essa transferência fosse compulsória. Entretanto, vários outros, como Yisrael Bar-Yehuda, duvidavam que os árabes concordassem em sair da Palestina voluntariamente, sem ser ameaçados - e ele rejeitava o uso da força. 
Shlomo Kaplanski opunha-se ao esquema de partição, preferindo um Estado binacional. Ele não acreditava que fosse possível transferir vinte mil famílias árabes, que viviam nas planícies já por muitas gerações, para outra parte da Palestina. Segundo ele, se um Estado judeu deveria ser criado em uma parte da Palestina, seria necessário viver em paz e harmonia "com a parte árabe da Palestina e com todos os países vizinhos". 
Por motivos diferentes, Berl Katznelson, um dos fundadores do sionismo trabalhista, e Aharon Zisling também foram contra o partição da Palestina. Katznelson declarou, ao pronunciar-se sobre a moralidade da transferência da população árabe: "Minha consciência está completamente limpa. Um vizinho distante é melhor que um inimigo próximo. Eles não vão perder com essa transferência e nós certamente não vamos." Porém, Katznelson manifestou-se desagradavelmente surpreendido diante da recomendação do relatório da Comissão Peel, de transferir os árabes para um estado árabe a ser criado dentro da Palestina. "Eu não imaginava", disse ele, "que 'transferência para fora da Palestina' significasse transferência para a área de Shechem [atual Nablus]. Eu acreditava, e ainda acredito, que o futuro deles [árabes da Palestina] seria na Síria e no Iraque", declarou.

## O primeiro Dia da Terra

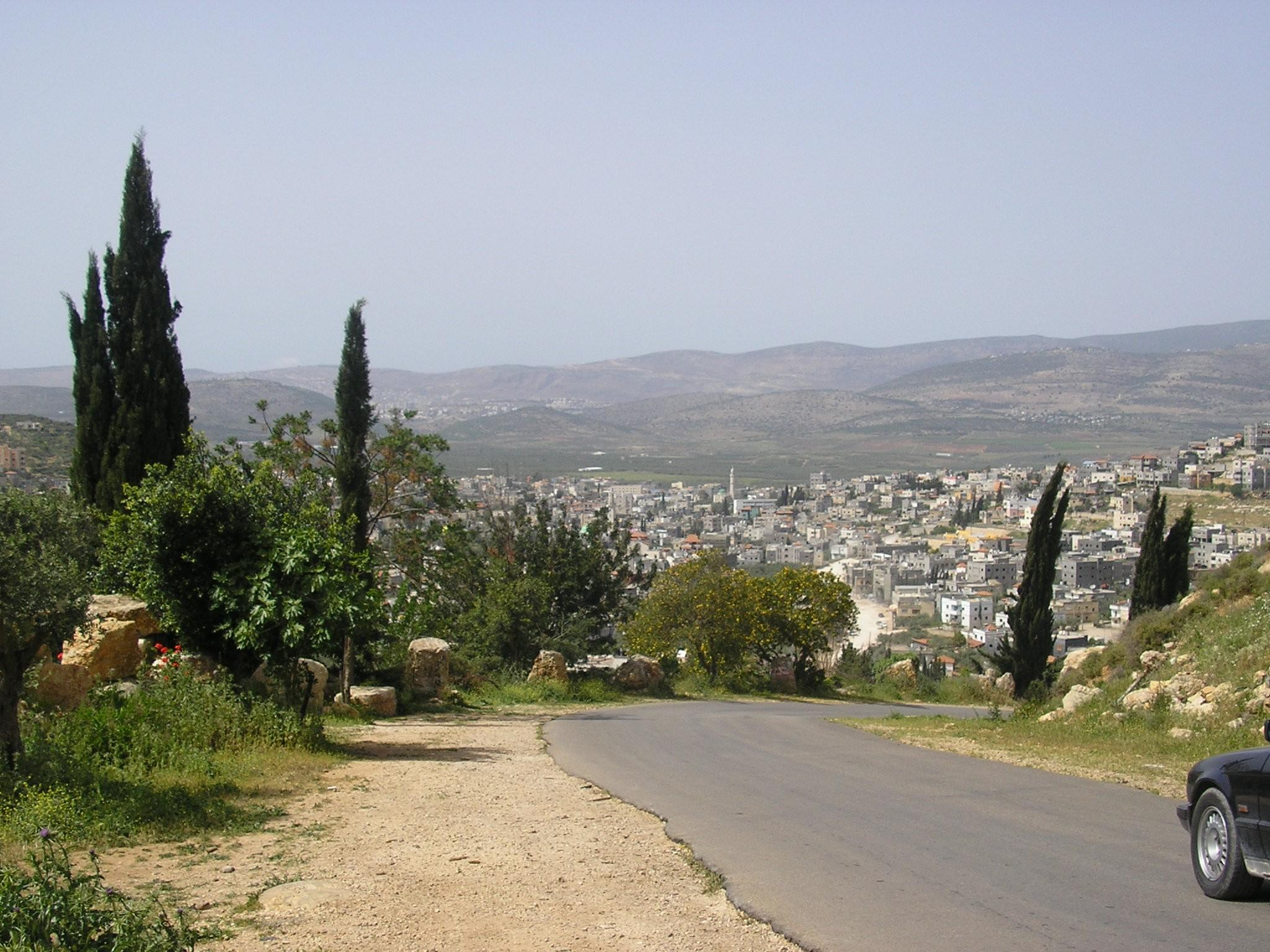
Vista da aldeia de Arrabe (Israel), palco das primeiras manifestações contra o confisco das terras da população árabe.

Em 19 de fevereiro de 1976, o governo israelense anunciou a decisão de confiscar 25 000 dunans de terras na Galileia. Após essa decisão, os árabes de Israel responderam com uma greve geral, convocada pela Conferência Nacional pela Defesa das Terras Árabes, uma frente constituída em setembro de 1975, formada por habitantes das aldeias, prefeitos e conselheiros municipais das principais aldeias árabes da Galileia e da região do Triângulo (no norte de Israel, onde está a segunda maior concentração de população árabe do país), além dos chefes da comunidade drusa e dos líderes tribais beduínos do Negueve. Apesar das pressões através da imprensa israelense e das ameaças, a greve aconteceu em 30 de março, logo após a decisão do governo de expropriar as terras, predominantemente agrícolas.
O exército israelense enviou tropas a três aldeias (Sakhnin, Arraba e Deir Hanna) a fim de reprimir manifestações. A presença das forças militares transformou a greve em manifestação de protesto e, pouco depois, em revolta. O confronto resultou em 6 árabes mortos, além de uma centena de feridos e centenas de presos. Houve confrontos violentos entre os manifestantes, a polícia e o exército de Israel. Ao mesmo tempo, os palestinos da Cisjordânia e da Faixa de Gaza entraram em greve, solidarizando-se com os árabes de Israel.  
A política de confisco de terras acabou por aproximar gradativamente os árabes residentes em Israel dos árabes dos Territórios Palestinos, já que o confisco atinge não apenas os habitantes dos territórios palestinos ocupados por Israel mas também os árabes que vivem dentro do Estado de Israel (na Galileia e no Negueve).
Foi a primeira vez, desde 1948, que os cidadãos árabes de Israel se organizaram coletivamente, como palestinos, em reação às políticas israelenses. A lógica do confisco de suas terras, na Galileia e no Negueve, levou os árabes israelenses a concluir que o processo de desapossamento também ocorre dentro de Israel e não apenas nos territórios ocupados.

## O Dia da Terra em 2011
A data tornou-se importante para os palestinos dispersos pelo mundo.
Milhares de pessoas se reuniram no Triângulo árabe de Israel, para marcar o 35º Dia da Terra, data em que a população da região tradicionalmente protesta contra a expropriação de suas terras pelo governo. Os manifestantes marcharam pela cidade de Sakhnin, agitando bandeiras palestinas e panos pretos. A passeata culminou com uma concentração na praça principal. Apesar de a polícia de Israel estar a postos para intervir diante de qualquer agitação, os eventos transcorreram sem perturbações. Forças policiais estacionaram carros na entrada das cidades, mas não adentraram os limites municipais. O Alto Comitê Árabe de Monitoramento declarou uma greve geral nas repartições públicas e escolas árabes locais, mas algumas empresas e instituições educacionais operaram normalmente.
O presidente do Alto Comitê Árabe de Monitoramento, Mohammad Zeidan, disse que o tratamento discriminatório por parte do governo de Israel se evidencia com o que ele chamou de leis racistas, aprovadas pelo Knesset. O prefeito árabe Omar Nasser disse que as aldeias árabes sofrem de uma grave falta de terras para construir e conclamou o governo de Israel a expandir os limites legais das aldeias árabes. "Não podemos continuar a política de estrangulamento da população árabe, enquanto, ao mesmo tempo, o governo está sempre falando em desenvolver e expandir as vilas judaicas em todo o país", disse ele. Na véspera do Dia da Terra, cerca de 1 500 árabes israelenses protestaram no centro da cidade de Lod, contra as políticas governamentais que afetam o setor árabe de Israel e contra a demolição das casas da família Abu Eid, que deixou sem teto cerca de 50 pessoas da família, das quais 30 crianças. Os manifestantes carregavam bandeiras palestinas e cartazes que diziam "Chega de limpeza étnica". Fotos do ministro das Relações Exteriores Avigdor Lieberman foram queimadas. Membros árabes do Knesset e judeus residentes de cidades mistas também participaram do protesto.

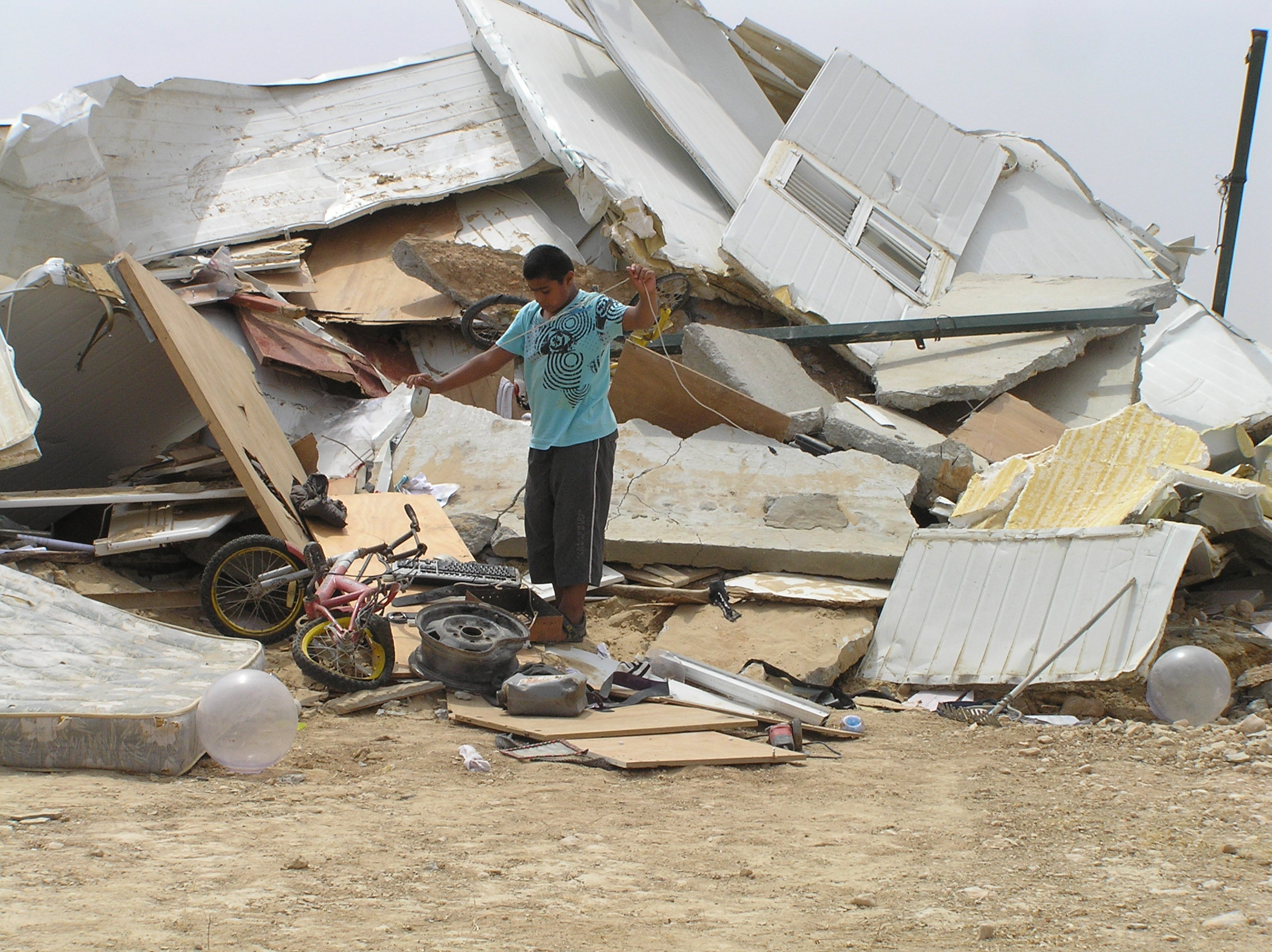
Casa demolida pelo governo israelense, na aldeia beduína de Al-Araqib.

"A orientação da polícia israelense é a judaização do Negueve e da Galileia para afastar os árabes e os beduínos e substituí-los por judeus", declarou o deputado árabe israelense Ahmad Tibi, que participou na manifestação do Dia da Terra em Al-Araqib, cidade beduína do deserto do Negueve, que nos últimos meses foi arrasada várias vezes, pelas forças governamentais israelenses. Os manifestantes exibiam bandeiras palestinas e plantaram oliveiras, árvore de grande significado simbólico para o povo da Palestina. Na véspera, sete beduínos haviam sido espancados pela polícia de fronteiras israelense, por se recusarem a aceitar uma ordem de demolição de 12 tendas do seu acampamento, em Khirbet Um Neir, a sudeste de Yatta, no sul da Cisjordânia. As 12 famílias receberam a ordem de deixar o local no início do ano mas não obedeceram pois não têm para onde ir.

Uma passeata abriu o Dia da Terra 2011 na Faixa de Gaza. Os participantes reiteraram a demanda pelo fim da divisão dos territórios palestinos e da ocupação israelense na Cisjordânia e em Jerusalém. Murad an-Najjar, refugiado de 52 anos, que vive no campo de Jabaliya, ao norte da Faixa de Gaza, afirmou que "muitos palestinos sofreram o confisco de suas terras e habitações. A explicação fornecida por Israel sempre foi e continua a ser a mesma: A terra é de propriedade do Estado. Se vocês se opuserem, vão para a cadeia".